# Evarcha digitata
Evarcha digitata är en spindelart som beskrevs av Peng X., Li S. 2002. Evarcha digitata ingår i släktet Evarcha och familjen hoppspindlar. Inga underarter finns listade i Catalogue of Life.